# Roca Dedo Pulgar
La roca Dedo Pulgar es un islote rocoso ubicado frente a la costa norte de la isla Jorge, en las islas Sandwich del Sur. Se encuentra 2 kilómetros al noreste de la punta Pescadora. La Dirección de Sistemas de Información Geográfica de la provincia de Tierra del Fuego cita la roca en las coordenadas 58°17′15″S 26°30′33″O / -58.28750, -26.50917.
Al este de la roca Dedo Pulgar hay otra roca innominada; y en las mismas se ubican dos de los puntos que determinan las líneas de base de la República Argentina, a partir de las cuales se miden los espacios marítimos que rodean al archipiélago.

## Toponimia
Su nombre fue colocado por la Armada Argentina debido a su forma similar a un pulgar. No se conoce un nombre en idioma inglés.
El islote nunca fue habitado ni ocupado, y como el resto de las Sandwich del Sur son reclamados por el Reino Unido que la hace parte del territorio británico de ultramar de las Islas Georgias del Sur y Sandwich del Sur, y por la República Argentina, que la hace parte del departamento Islas del Atlántico Sur dentro de la provincia de Tierra del Fuego, Antártida e Islas del Atlántico Sur.